# Herfordia
Herfordia is een geslacht van kevers uit de familie schimmelkevers (Latridiidae).

## Soorten
- H. elegans Halstead, 1967
- H. rhodesiana Johnson, 1971